# Quneitra

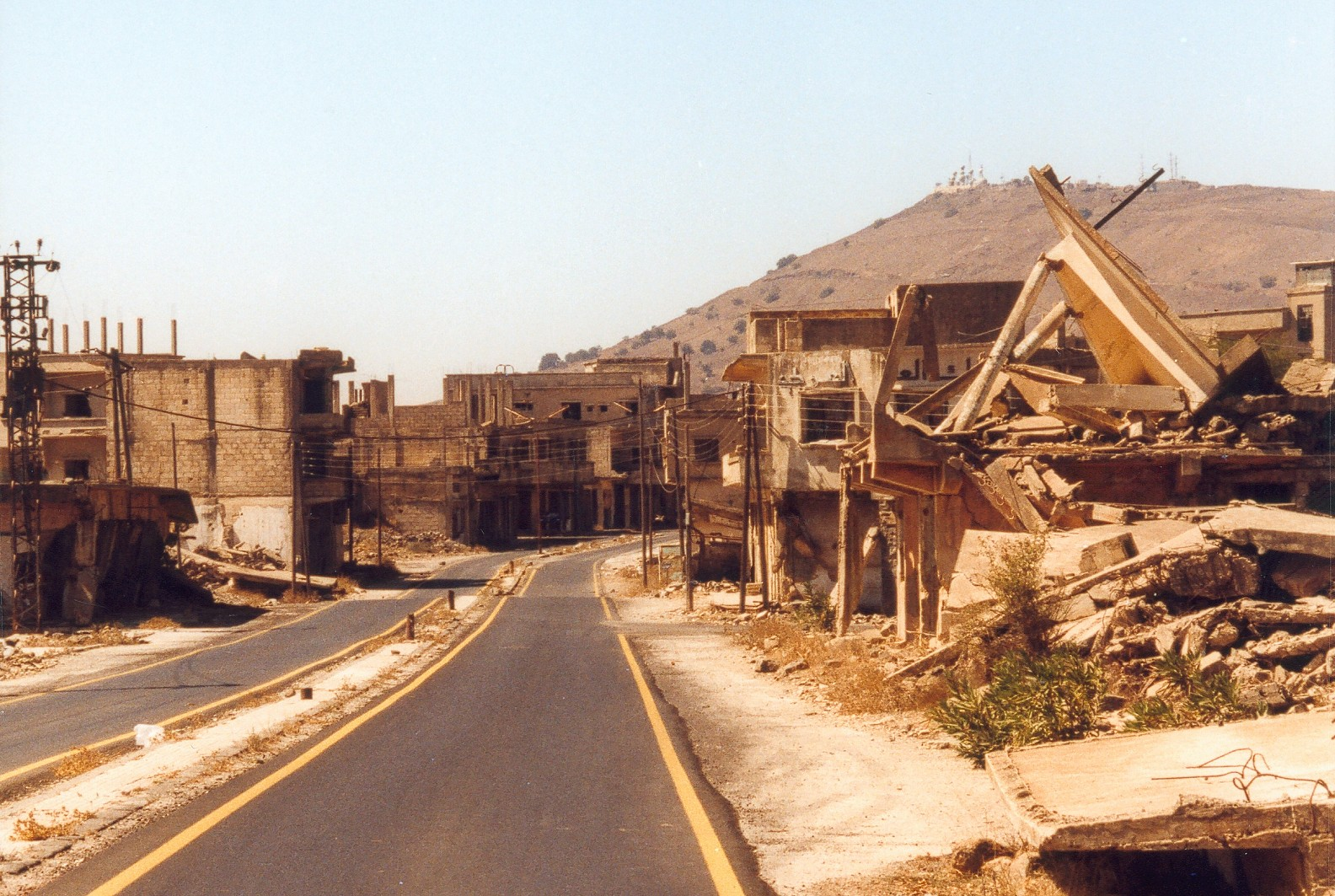
Quneitra (2001).

Quneitra (também grafado Al Qunaytirah, Qunaitira, ou Kuneitra; em árabe: القنيطرة‎) é a capital (em grande parte destruída e abandonada) do governadorato (mohafazah) homônimo.
Está situada no sudoeste da Síria, em um vale das Colinas de Golã, a 1.010 m de altitude, tendo neve no inverno e extremo calor no verão. Fica a 30 km do Mar da Galileia.
Quneitra foi fundada na era otomana como um caravançarai, na rota das caravanas para Damasco. Seu nome em árabe significa 'pequena ponte'.
Mais tarde, converteu-se em uma  guarnição militar, estrategicamente localizada nas proximidades da linha do armistício israelo-árabe de 1949, com cerca de 20.000 habitantes.
Em 10 de junho de 1967, às vésperas do final da Guerra dos Seis Dias, Quneitra caiu sob  controle  de Israel. Foi brevemente recapturada pela Síria, durante a Guerra do Yom Kipur, em 1973, mas Israel retomou o controle, após uma contraofensiva. De fato, ao longo da guerra, a cidade mudara de mãos várias vezes. Finalmente,  unidades blindadas - com o apoio aéreo próximo de aviões Phantom e Skyhawk que usaram napalm  contra as tropas sírias - fizeram com que os árabes retrocedessem.
Até o início de junho de 1974, Israel manteve o controle da cidade. Esta voltou ao controle  civil sírio, depois do acordo de separação, que havia sido firmado em 31 de maio de 1974, com a mediação dos Estados Unidos. A entrega de Quneitra foi controvertida, pois os colonos israelenses, o Likud e o Mafdal se opuseram  e até mesmo estabeleceram um assentamento israelense nos arredores, por um breve período. A retirada entrou em vigor no dia 6 de junho de 1974.
A cidade foi quase totalmente destruída antes da retirada israelense. Em 26 de junho, o presidente sírio Hafez al-Assad viajou a Quneitra, onde se comprometeu a reconstruir a cidade e reclamou o restante dos territórios ocupados, nas Colinas de Golan.
Israel foi duramente criticado pelas Nações Unidas pela destruição da cidade, enquanto Israel criticou a Síria por não reconstruir Quneitra.
Atualmente, Quneitra encontra-se na zona da Força das Nações Unidas de Observação da Separação (UNDOF)  entre Síria e Israel, a curta distância da fronteira de facto entre os dois países.
Em 6 de junho de 2013, a passagem de fronteira de Quneitra, nas proximidades, foi atacada por forças rebeldes e temporariamente ocupada, antes de ser reocupada pelo exército baathista sírio. Em julho de 2013, forças da oposição atacaram um posto de controle militar em Quneitra e, no dia seguinte, atacaram diversas posições do exército baathista sírio na cidade.
Em agosto de 2014, forças rebeldes capturaram a passagem. Um membro filipino da Força de Paz das Nações Unidas (UNDOF) foi ferido durante o conflito. Como resultado, o governo austríaco anunciou a retirada de suas tropas da missão da ONU.
Em 26 de julho de 2018, o exército baathista sírio reocupou a cidade de Quneitra.
Em dezembro de 2024, a cidade passou a ser controlada por Israel.